# Rainbow Mountain (British Columbia)
Der Rainbow Mountain ist ein massiger vergletscherter Berg, der die Nordost-Wand des Callaghan Valley in den Pacific Ranges im Südwesten der kanadischen Provinz British Columbia, im Squamish-Lillooet Regional District, bildet. Der Berg ist 2314 m hoch; seine Schartenhöhe beträgt 1.019 m. Der nächsthöhere Berg ist der Mount Callaghan. Inmitten des Sea to Sky Country gelegen, liegt der Berg nur 9 km nordwestlich der Resort Community of Whistler und ist ein beliebtes Ziel für Wanderer, Schneeschuh- und Tourenski-Läufer.

## Klima
In Bezug auf die Klimaklassifikation nach Köppen und Geiger liegt der Rainbow Mountain in einer Zone des Westküsten-Seeklimas. Die meisten Wetterfronten stammen vom Pazifik und bewegen sich ostwärts auf die Coast Mountains zu, wo sie durch die Berge zum  Aufsteigen (Windstau) gezwungen werden, was wiederum dazu führt, dass die enthaltene Feuchtigkeit in Form von Regen oder Schnee abgegeben wird. Im Ergebnis führt das zu hohen Niederschlägen in den Coast Mountains, insbesondere zu starken Schneefällen im Winter. Die Temperaturen können unter −20 °C fallen, unter Berücksichtigung von Windchill-Einfluss unter −30 °C.

## Galerie

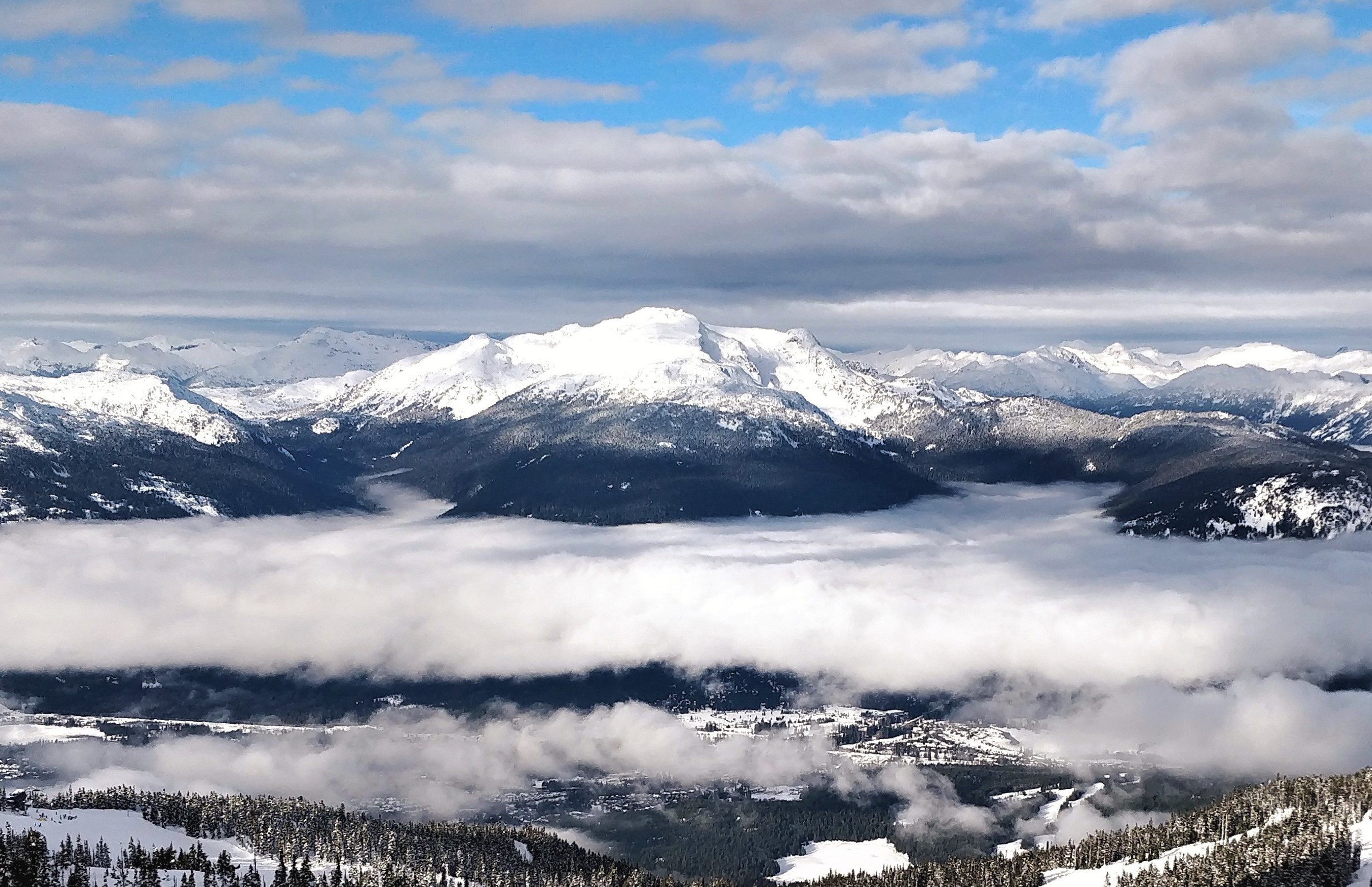
Südostansicht des Rainbow Mountain (mittig im Hintergrund); Blick von den Skihängen bei Whistler
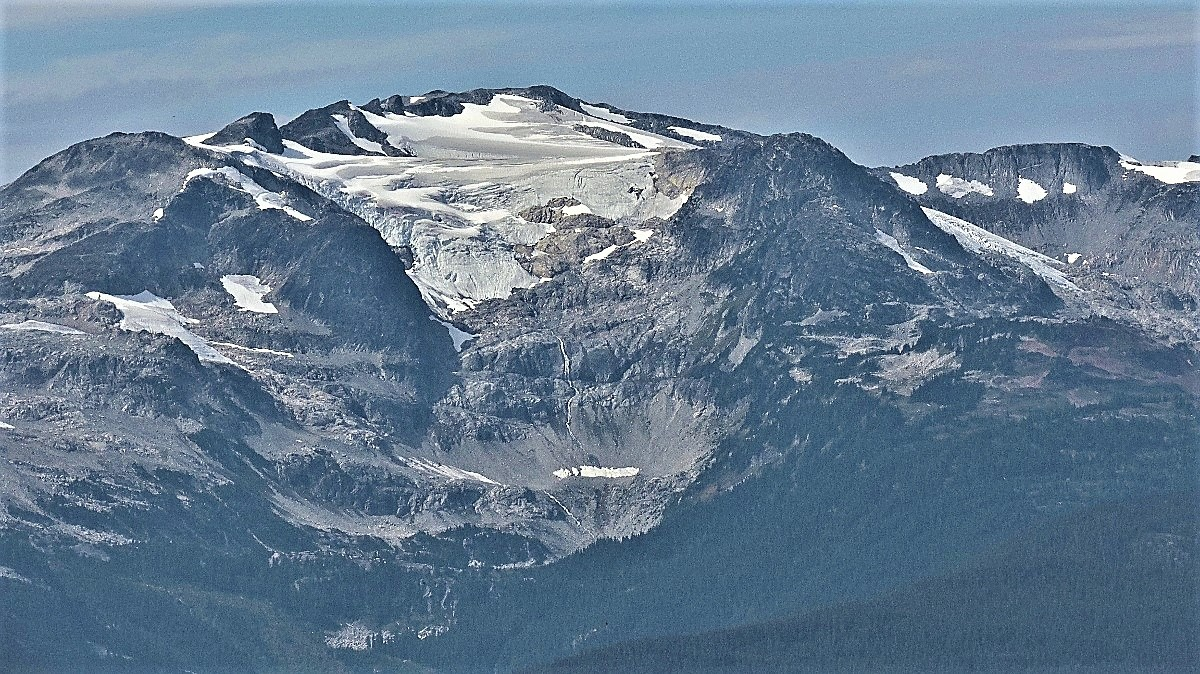
Ostansicht
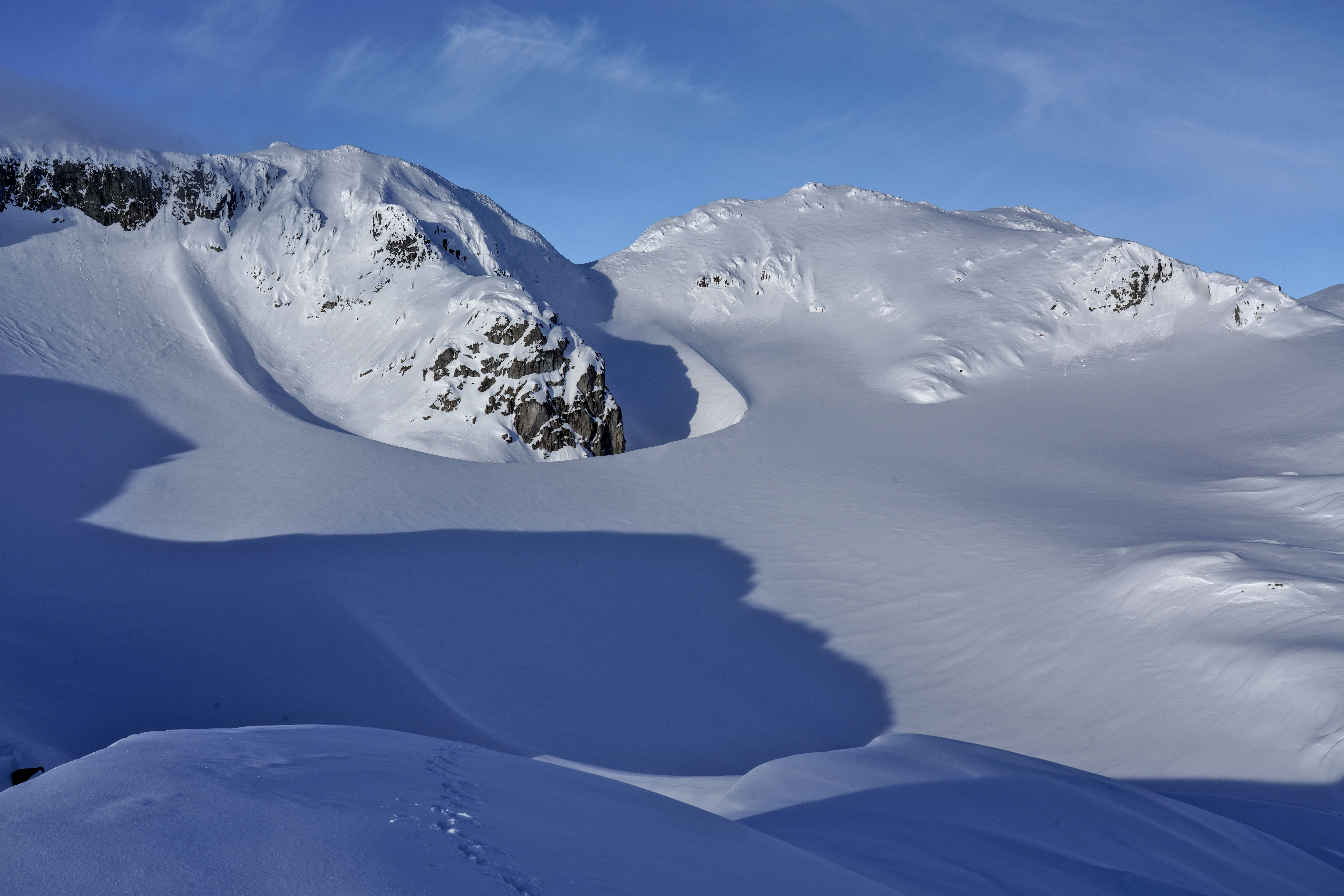
Südwestgrat des Rainbow Mountain